# Treben
Treben là một đô thị thuộc huyện Altenburger Land, trong bang Thüringen, Đức. Đô thị Treben có diện tích 6,48 km².